# Nicolas-Joseph Hüllmandel
Nicolas-Joseph Hüllmandel (* 23. Mai 1756 in Straßburg; † 19. Dezember 1823 in  London) war ein französischer Pianist, Glasharmonikaspieler und Komponist.

## Leben
Nicolas-Joseph Hüllmandel entstammte einer Musikerfamilie, sein Vater Michel Hüllmandel war Geiger am Straßburger Münster, auch mütterlicherseits waren Familienmitglieder als Berufsmusiker tätig. Hüllmandel lernte in Straßburg bei Joseph Garnier und Franz Xaver Richter, die beide in seiner Kindheit und Jugend Kapellmeister am Münster waren. François-Joseph Fétis, der Hüllmandel persönlich gekannt hat, gab an, dass Hüllmandel ein Schüler Carl Philipp Emanuel Bachs gewesen sein soll, wofür auch spricht, dass Hüllmandel C. P. E. Bach zu den wenigen Musikern zählte, welche die Klangmöglichkeiten des Fortepianos richtig nutzen konnten. Für die Jahre 1771 und 1773 sind mehrere Konzerte in London dokumentiert und 1775 lebte er in Mailand.
Im Alter von etwa 20 Jahren ließ sich Hüllmandel in Paris nieder. Dort hatte er schnell Zugang zu aristokratischen Kreisen und den bedeutenden Privatsalons, dies verdeutlichen die illustren Widmungsträger seiner ersten Veröffentlichungen, Königin Marie-Antoinette, die Baronin Talleyrand oder der Duc de Guines. Besonderes Aufsehen erregte Hüllmandel in der Pariser Gesellschaft mit dem Spiel der Glasharmonika.
Zu den bedeutendsten Schülern Hüllmandels gehörten George Onslow und Hyacinthe Jadin. Nach dem Ausbruch der Revolution siedelte Hüllmandel nach London über, unter Verlust eines großen Vermögens, welches er durch seine Heirat mit Camille-Aurore Ducazan erworben hatte. Für diesen Verlust wurden ihm laut Fétis, der ihm 1806 in Paris begegnete, später Entschädigungszahlungen geleistet, die ihm ein finanziell sorgenfreies Leben in England ermöglichten.
Sein Sohn Charles Joseph Hullmandel wurde ein bekannter englischer Lithograph. Seine Tochter Evalina veröffentlichte 1827 eine Klavierschule.

## Werke
Sämtliche Kompositionen Hüllmandels wurden vor 1790 in Paris und bis einschließlich op. 8 im Selbstverlag veröffentlicht, lediglich sein Lehrwerk erschien 1796 in London. Seine Werke fanden im frühen 19. Jahrhundert große Verbreitung, sie erschienen bei zahlreichen europäischen Verlagen im Nachdruck. Nach 1790 komponierte Hüllmandel nicht mehr, er bearbeitete aber Werke anderer Komponisten, wie von Johann Christian Bach, Grétry, Giovanni Battista Viotti oder François-Joseph Gossec.
- 6 Sonates de Clavecin ou Fortepiano avec violon ad libitum op. 1 (1773)
- 1e Recueil de petit airs pour le clavecin op. 2 (1773)
- 3 Sonates pour le pianoforte et violon ad lib. op. 3 (Paris, 1777)
- 3 Sonates pour le clavecin, dem Herzog von Guines gewidmet op. 4 (Paris, 1777)
- Petits airs d’und difficulté graduelle op. 5 (1778)
- 3 Sonates de Clavecin ou Fortepiano avec violon ad libitum pour les deux premières et obligé pour la troisième op. 6 (1782)
- Six Divertissements ou 2e. Recueil de petits airs op. 7 (1783)
- 3 Sonates de Clavecin ou Fortepiano avec violon ad libitum pour les deux premières et obligé pour la troisième op. 8 (1785)
- 3 Sonates pour le pianoforte et violon ad libitum op. 10 (1788)
- Sonate de pianoforte et violon ad libitum G-Dur op. 11 (1788)
- Sextett für 2 Violinen, 2 Violen und 2 Celli (um 1800)
- Principes of Music, Chiefly calculatet for the Piano Forte or Harpsichord, with Progressive Lessons op. 12 (1796)
  - Hüllmandel verfasste den Artikel „Clavecin (Cembalo)“ in der Encyclopédie méthodique von Denis Diderot